# Треумов, Иван Андреевич
Иван Андреевич Треумов (6 августа [18 августа] 1849; с. Федулово (ныне с. Ручей); Ковровский уезд; Владимирская губерния — 17 декабря [29 декабря] 1899; г. Ковров; Владимирская губерния) — ковровский городской голова в 1894 и 1898 годах, купец I-ой гильдии, почетный гражданин города Коврова.

## Биография
Иван Андреевич Треумов родился 18 августа 1849 года в селе Федулово, в семье зажиточного крестьянина Андрея Ермолаевича Треумова (17 октября 1801 —  28 мая 1868) и Лукерьи Михайловны Большаковой (1818 — ?), кроме Ивана в семье было еще трое детей: Анна, Матрёна и Акулина.
Иван Андреевич Треумов, городской голова г. Коврова, много сделавший для города и его жителей. Он считался самым богатым ковровчанином. Состояние Треумова оценивалось в несколько миллионов свободно размениваемых на золото российских рублей. Владелец двух ткацких фабрик, нескольких имений и домов в городе и уезде, он являлся одним из самых крупных помещиков в Ковровском и Судогодском уездах — Треумову принадлежало более 4 тысяч десятин земли (почти 4500 гектаров), большая часть которой покрывали леса, что лишь увеличивало ценность этих угодий. Именно вследствие богатства Иван Андреевич и был вхож в круг не только уездной, но и губернской аристократии. Однако, наследство, оставленное Треумовым городу было поистине велико. На фабрике, построенной Иваном Андреевичем, работало к 1917 году около 4 тыс. жителей, что автоматически делало ее крупнейшим предприятием города.
В мае 1895 года Иван Треумов убил на охоте земского начальника 1-го участка Ковровского уезда Дмитрия Петровича Манькова. После этого случая у Ивана Андреевича появилось умопомешательство от чего он и скончался спустя четыре года не дожив и трёх дней до XX столетия.

## Миткале-ткацкая фабрика Ивана Треумова в Коврове
Миткале-ткацкая фабрика Треумова была самым крупным промышленным предприятием Коврова на рубеже XIX-XX вв. свою историю фабрика начинает с 1829 года, с миткалевой светелки купца Ф. А. Апарина. Менялись владельцы фабрики, каждый из которых её расширял, строя кирпичные корпуса. В 1897 году И.А. Треумов при фабрике открыл прядильное отделение. В 1913 году на предприятии трудилось 3 596 человек, в 1915 году - уже 3 728 человек. Именно около миткале-ткацкой фабрики Треумова будут построены первые дома, которые и дадут начало будущему посёлку текстильщиков. Дома №21 и №22 на улице Набережной были построены для служащих фабрики ещё при Треумове. Здесь жили управляющий и инженеры фабрики. Эти дома сохранились до сих пор, и в них живут люди. Дома №2, №3 и №4а в Фабричном проезде тоже построены при Треумове.

## Благотворительность Ивана Треумова
Возле городской больницы №1 расположена церковь Николая Чудотворца. Кирпичное здание больничной часовни построено в 1903 году. В советское время была закрыта, долгое время использовалось как морг, затем в аварийном здании стали собирать и хранить разный мусор. Церковь была построена наследниками Треумова около открытой им больницы.
В Коврове обращает на себя внимание красивое здание бывших торговых рядов, построенное в 1892-1893 годах.Это бывшее здание торговых рядов и городской Думы Коврова, построенное при непосредственном участии Ивана Андреевича. Здесь он и заседал, управляя городом. Сейчас это здание отреставрировано и отдано под нужды "бизнес-инкубатора". Недалеко от моста на ул. Федорова находится и другое приметное здание - Церковь Собора Михаила Архангела, которая построена при Ковровском тюремном замке (пересыльной тюрьме) городским головой И. А. Треумовым и освящена в 1899 году.
Ну а жил Иван Андреевич по нынешнему адресу - ул. Абельмана, 40. Впрочем, жить здесь сейчас негде - здание горело и так и стоит немым укором нынешним властям. А ведь кроме указанного выше Треумов много чего еще сделал полезного для жителей Коврова и окрестностей - Внушителен список благотворительных дел этого купца и всей его семьи. С 1873 года он - староста церкви в с. Марьино Ковровского уезда, в этом же селе на свои средства выстроил здание народного училища и состоял его попечителем с 1879 года. А это значит, что вкладывал собственный капитал в его содержание и обеспечение. В 1883 году в д. Малышево пoстроил двухэтажное здание для двухклассного училища и был также избран его попечителем.С этого же года Треумов – попечитель Ковровской земской больницы,  при которой на собственные 10 тысяч рублей построил родильный барак, снабдив его инвентарем и необходимым иинструментарием. Пожертвовал тысячу рублей на строительство Спасо-Преображенского собора и начал возводить тюремную церковь во имя св. Михаила Архангела. После его смерти в декабре 1899 года сын, Александр Иванович Треумов, наследовал не только фабрику и капиталы отца, но и его благотворительные дела, став попечителем школы в с. Марьино, выстроив для нее в 1907 году новое здание. На средства семьи возведена фабричная больница (ныне здание поликлиники первой городской больницы) и одноклассное училище для фабричных детей на берегу реки Клязьмы (сейчас - спортивная школа).

## Смерть
Иван Андреевич Треумов умер 29 декабря 1899 года в горячке от продолжительного умопомешательства, произошедшее из-за убийства земского начальника Дмитрия Манькова. Треумов был похоронен на Ивано-Воинском кладбище в Коврове (ныне некрополь и парк имени Пушкина), позже в 1909 году рядом с Иваном Андреевичем, похоронят его сына Александра.

## Семья
- Отец — Андрей Ермолаевич Треумов
- Мать — Лукерья Треумова (ур. Большакова)
- Сын — Александр Иванович Треумов
- Внук — Андрей Александрович Треумов
- Двоюродный брат — Георгий Треумов
- Двоюродный племянник — Александр Георгиевич Треумов
- Правнучка — Галина Сергеевна Заходер (ур. Романова) (третья жена Бориса Заходера) (1929 — 2024).